# Тричко Батановски
Тричко Батановски е български земеделец, търговец и политик.

## Биография
Роден е през 1854 година в Радомир. След Руско-турската война от 1877 – 1878 година е назначен за председател на Радомирския окръжен съвет. Участва в Учредителното събрание „по право“. Консерватор по политически разбирания. От 1888 до 1889 година е кмет на Радомир, а след това от 1891 до 1893 година отново е кмет на града. Народен представител и в Третото обикновено народно събрание. Привърженик е на режима на пълномощията.
Умира през 1917 година в Радомир.